# The Kingfisher
The Kingfisher là một bức tranh sơn dầu trên vải bạt của họa sĩ người Hà Lan Vincent van Gogh. Nó được vẽ từ tháng 7 đến tháng 12 năm 1886, ở Paris, Pháp. Hiện tác phẩm đang ở Bảo tàng Van Gogh, Amsterdam, Hà Lan. The Kingfisher mô tả một con bói cá sông trong đầm lầy. Con chim hướng về bên phải bức tranh. Tên "Vincent" nằm ở góc dưới bên trái của bức tranh.